# My Brand New Eden
「My Brand New Eden」（マイ ブランド ニュー エデン）は、山田タマルのメジャーデビューシングル。

## 解説
2006年4月5日にBMG JAPANよりリリースされた。
シンガーソングライターとして活動していた山田にとって初の提供曲（作詞は共作）となる。資生堂の化粧品ブランド『MAQuillAGE』のコマーシャルソングとして2005年よりイントロ部がオンエアされていた。発売翌週の2006年4月第2週のオリコンチャートで初登場15位を記録し、スマッシュヒット。5月20日には日本テレビ系『音楽戦士 MUSIC FIGHTER』の「新入戦士 FRESH FIGHTER」コーナーに同曲で出演し、初の全国ネットテレビ音楽番組出演を果たした。
シングル収録のバージョンはアウトロ部分がフェードアウトとなってカットされているが、ミニアルバム『回廊』およびアルバム『start』ではアウトロ部分がカットされていないものが収録されている。
山田2枚目のシングル『秘密の静寂』には『My Brand New Eden』のEnglish version(英語歌詞によるもの)が収録されている。

## 収録曲
1. My Brand New Eden
  - 資生堂『MAQuillAGE』CMソング
  - 日本テレビ系スペシャルドラマ『ウーマンズ・アイランド〜彼女たちの選択〜』挿入歌
2. 灰色の朝
3. My Brand New Eden (Instrumental)